# السيرة الهلالية (مسلسل)
.

## الجزء الأول
مسلسل مصري تاريخي من 3 أجزاء تم انتاجه كجزء من اجزاء الف ليلة وليلة ثم تم فصله بعد ذلك ليسمي السيرة الهلالية يحكي تغريبة بني هلال من خلال قصة أبو زيد الهلالي منذ ولادته إلى وفاتة حيث يبدأ المسلسل في نجد وينتهي في تونس. المسلسل أذيع الجزء الأول عام 1997.

### بطولة
| - يوسف شعبان : رزق الهلالي - أحمد عبد العزيز: بركات-أبو زيد الهلالي - فادية عبد الغني: الأميرة خضرة - أحمد ماهر: دياب ابن غانم - أحمد راتب: زعلوك - يوسف داوود: الغطريف - هادي الجيار: جودة - كمال أبو رية: حسن ابن سرحان | - حمدي غيث: أبو عزة - عبد الرحمن أبو زهرة: العلام - جمال إسماعيل: الأمير سليم - أسامة عباس: السلطان سرحان - نرمين الفقي: الجازية - سميحة أيوب: شمايل - ضيفة الحلقات - عمر الحريري: ضيف الحلقات - تهاني راشد: سعيدة - ضيفة الحلقات | - نادية عزت: أم جودة - رشدي المهدي: القصير - فاروق نجيب: حرب - عزيزة راشد: بدور - علاء مرسي: أبو القمصان - ضياء الميرغني: جبير - محمد وفيق: الزناتي خليفة - السيد راضي: القاضي بدير | - سناء يونس: ورد - سامح السيد: - أمل رزق: الأميرة شيحا - محمد ناجي: - سيد صادق: حنضل - علي حسنين: - أحمد عقل: الأمير غانم - عمر ناجي: |

أحمد نبيل- يوسف عيد- محمد شرف- قاسم الدالي- فكري صادق- محمود علوان- تريز دميان:عوالي- محمد جبريل- منة بدر:طفلة- سالي عادل:طفلة - أحمد الشافعي:مرعي- شوكت الشيخ:يحيى- ياسر السعدني:يونس- أحمد فوزي- محمود خطاب- صالح العويل- ممدوح عدلي كاسب- عبد العزيز عيسى- مجدي عبد الحليم- نادية شمس الدين- عبد الله حفني- متولي علوان- أمين عنتر- جميل غالي- سيد عبد الفتاح- محمود عبد الغفار- أبو السعود عطية- أحمد سامي عبد الله- يحيى زكريا- سليمان حسين- عبد المنعم المرصفي- عادل زهدي- عبد اللطيف الطحاوي- مصطفى توفيق- محمد عتريس- فاروق رمضان- محمد عثمان- مهدي عباس- حسن صلاح- سعيد عطيه- محي الدين عبد الحميد- عادل الشناوي- محمد لطفي- فؤاد بشاره- أحمد الدريني- نبوية السيد- محمود جليفون- محمد سعيد- حسن عثمان- سيد أبو السعود- عبد الله الصفتي- محمد سراج- علي إبراهيم

### فريق العمل
| - يسري الجندي: (مؤلف) - مجدي أبو عميرة: (مخرج) - محمد الأصيلي:(مساعد مخرج أول) - ناصر زيدان: (مساعد مخرج أول) - ثابت محمد ثابت: (مساعد مخرج أول) - شيرين عادل: (مخرج مساعد) - سامي فكري: (مصور) - وحيد شريف: (مصور) - طارق عبد الغني: (مصور) | - مصطفى فراج: (مصور) - عثمان أبو جبل: (مونتير) - حسن صفافة: (المكساج) - قطاع الإنتاج - اتحاد الإذاعة والتلفزيون (ج.م.ع): (منتج) - سيد أبو السعود: (منتج فني) - قطاع الشئون المالية والاقتصادية - اتحاد الإذاعة والتلفزيون (ج.م.ع): (موزع) - كريمة سعد: (ملابس) - صابر الحمامي: (كوافير) | - سيد حجاب: (الأشعار) - عمار الشريعي:(الموسيقى والألحان والتوزيع) - علي الحجار: (غناء) - حسن صفافة: (إعداد موسيقي) - نبيل سليم: (مهندس الديكور) - حسن عفيفي: (تصميم الإستعراضات) - مجدي الزقازيقي: (تصميم الإستعراضات) - عادل مكين: (تصميم المقدمة والنهاية) |

## الجزء الثاني
الجزء الثاني من المسلسل المصري التاريخي والذي يحكي تغريبة بني هلال من خلال قصة أبو زيد الهلالي منذ ولادته إلى وفاتة حيث يبدأ المسلسل في نجد وينتهي في تونس.. والمسلسل أذيع الجزء الثاني عام 1998.

### بطولة
| - دلال عبد العزيز: الأميرة علياء بنت غانم - جمال عبد الناصر: أبو زيد الهلالي - عفاف شعيب: الأميرة خضرة - محمد وفيق: الزناتي خليفة - أحمد ماهر: الأمير دياب ابن غانم - أحمد راتب: زعلوك - هادي الجيار: جودة ملك زحلان - علاء مرسي: أبو القمصان - يوسف داوود: الغطريف - عبد الرحمن أبو زهرة: العلام - جمال إسماعيل: الأمير سليم - تهاني راشد: سعيدة - السيد راضي: القاضي بدير | - رشدي المهدي: القصير - عزيزة راشد: بدور - فاروق نجيب: حرب - سامح السيد: الأمير جايل - ضياء الميرغني: جبير - أمل رزق: الأميرة شيحا - سيد صادق: حنضل - تريز دميان: عوالي - أمينة رزق: أيلولة - عماد رشاد: السلطان حسن - علا رامي: الأميرة سعدى - ممدوح وافي: الأمير مكحول | - فؤاد أحمد: كهلان - هشام عبد الله:مرعي - محمد عبد الحافظ: يحيى - عصام شكري: يونس - إيمان أيوب: نجوم - فاروق فلوكس: سرور - شادية عبد الحميد: مي - لطفي لبيب: هاموش - جيهان قمري: القطة - حمدي غيث: أبو عزة - عبد الغفار عودة: الصلصيل ملك الأعاجم - نادية عزت: أم جودة | - مدحت مرسي: أمير الصعيد - سوسن بدر: الجازية - أحمد نبيل: من مداحين القاضي بدير - نرمين كمال: هيفاء بنت القاضي بدير - قاسم الدالي: زيدان - غريب محمود: سجان مملكه الزناتي - يوسف عيد: من مداحين القاضي بدير - عبد العزيز عيسى: الفطاطري - محمد أحمد: بدريس ملك حلب - صلاح الحسيني: من أمراء بني هلال - صلاح عبد الحميد: من أمراء بني هلال - دنيا سمير غانم: علياء (صبية) |

أشترك في التمثيل
هلال فهمي - محمد الشرشابي:من أمراء بني هلال - صبحي خليل : يحيى من أمراء بني هلال- أحمد حجازي - نصر سيف:من جيش الزناتي - محمد عتريس:من جيش الزناتي - صلاح العويل - متولي الضوي - محمد الحلاوي - عمران البحر - فؤاد بشارة - مجدي عبد الحليم: من مداحين القاضي بدير - مهدي عباس - إبراهيم وجدي - سمير شكري - حسن عثمان:رسول ملك حلب - محمد حسن سعيد - محمود خطاب - سيد عناني - سيد مصطفى - موسى عباس - هاني حامد - حيام الأشقر - محمد الدقن - محمد لطفي - نعمات عبد الناصر - أحمد سعيد - يحيي زكريا - محيي الدين عبد الحميد:طبيب بني هلال

### فريق العمل
| - يسري الجندي: (قصة وسيناريو وحوار) - مجدي أبو عميرة:(مخرج ) - مجدي كشك: (مصور) - قطاع الإنتاج - اتحاد الإذاعة والتلفزيون (ج.م.ع: (منتج) - قطاع الشئون المالية والاقتصادية - اتحاد الإذاعة والتلفزيون (ج.م.ع): (موزع) | - سيد حجاب: (أشعار) - عمار الشريعي: (الألحان والموسيقى) - علي الحجار: (غناء) - نبيل سليم: (مهندس الديكور) |

## الجزء الثالث
الجزء الثالث من المسلسل المصري التاريخي والذي يحكي تغريبة بني هلال من خلال قصة أبو زيد الهلالي منذ ولادته إلى وفاتة حيث يبدأ المسلسل في نجد وينتهي في تونس.. والمسلسل أذيع الجزء الأول عام 2001.

### بطولة
| مملكة تونس - محمد وفيق: الزناتي خليفة - علا رامي: الأميرة سعدى - عبد الرحمن أبو زهرة: العلام - فؤاد أحمد: كهلان - إيمان أيوب: نجوم - لطفي لبيب: هاموش - أمينة رزق: أيلولة - شريف عواد: الأمير مخلف | قبيلة بني هلال - رياض الخولي: أبو زيد الهلالي - سامح الصريطي: السلطان حسن - فادية عبد الغني : الأميرة خضرة - بثينة رشوان: الجازية - عبد الله محمود: مرعي - تهاني راشد: سعيدة - صبحي خليل: يحيى - محمد البيطار: يونس - سيد صادق: حنضل | فقراء الهلاليل - محمود الجندي: أبو القمصان - أحمد حلاوة: زعلوك - فاروق نجيب: حرب الفوايد - السيد راضي: القاضي بدير - عزيزة راشد: بدور - فاروق فلوكس: سرور | الزغابة - أحمد ماهر - غادة عبدالرازق: الأميرة علياء بنت غانم - ضياء الميرغني: جبير بني زحلان - هادي الجيار: جودة ملك زحلان - جمال إسماعيل: الأمير سليم - نادية عزت: أم جودة - عبد الله مراد: جايل | مملكة الغطريف - ممدوح وافي: الأمير مكحول - رشدي المهدي: القصير - محمد نبيل: معقوف مملكة البربر - تريز دميان: عوالي - محمد أحمد: مقدار - عبد الغفار عودة: ملك الأعاجم - محيي الدين عبد المحسن: أمير الصعيد - حمدي غيث: أبو عزة |

### فريق العمل
بالأشتراك مع:
| الأمراء: - صلاح عبد الحميد - نبوية السيد - محمد خليل - أشرف نصار - أحمد عمار - محمد عبده - عزت البرشومي - شوقي المغازي - حمدي إسماعيل - طلعت الشريف - سهير شكري | المداحين: - عبد العزيز عيسى - سالم علي - محمود علوان - فؤاد بشاره - موسى عباس - محمد حطاب - متولي علوان - موسى سالم - سعيد عثمان - سيد مصطفى - متولي الضو | الدراويش: - علي السيد: كبير الدراويش - محمد عبد الحليم - محمد جبريل - محمد عبد المنعم - أبو السعود عطية - سيد عبد الفتاح - عبد الحي صالح - جورج سكر - محمد عبد الله - محي الدين عبد الحميد - مهدي عباس - عبد الله الصفتي | العميان: - محمد عتريس - عادل المصري - حسن صلاح - عادل رمضان - أحمد حجازي - محمد لطفي - نصر سيف - محمد إمام - صالح العويل - فتحي سليمان | أشترك في التمثيل - راندا إبراهيم - داليا عابدين - ألفريد كمال - حسن عثمان - محمد الغمري - أحمد فوزي - سيد عناني - سامح إبراهيم - محمد سراج - عاطف سعيد - صيام حسن جودة |

| - يسري الجندي: (قصة وسيناريو وحوار) - هاني إسماعيل: (مخرج) - أسامة قاسم: (مخرج منفذ) - سمير الأفندي: (مخرج منفذ) - دينا حمزة: (مساعد مخرج) - حسن عثمان الهواري: (مساعد مخرج) - سعد عبد الجواد: (مدير التصوير) - خيري المحلاوي: (مدير التصوير) - محمد عبد المقصود: (مصور) | - محمد معين: (تصوير) - أسامة عمر: (مصور) - أحمد هلال: (مدير الإضاءة) - محي الدين محمد: (مونتير فيديو) - طارق صبحي: (مونتير إلكتروني) - محمد سلام: (مؤثرات صوتية) - قطاع الإنتاج - اتحاد الإذاعة والتلفزيون (ج.م.ع): (منتج) - أحمد فاروق: (منفذ الإنتاج) - هشام عباس: (مدير الإنتاج) | - محمد جمال: (منفذ الإنتاج) - قطاع الشئون المالية والاقتصادية - اتحاد الإذاعة والتلفزيون (ج.م.ع): (موزع) - سامية عبد العزيز: (تصميم الأزياء) - أحمد عفيفي: (ماكيير) - محمد يوسف: (ماكيير) - محمود حمدي: (ماكيير) - سيد طلعت: (ماكيير) - شريف هلال: (ماكيير) - سمير الحمامي: (كوافير) | - سيد حجاب: (أشعار) - عمار الشريعي: (الموسيقى والألحان) - علي الحجار: (غناء) - محمد سلام: (إعداد موسيقي) - نبيل سليم: (مهندس الديكور) - الدسوقي محمود: (تنسيق مناظر) - عباس صابر: (تنسيق مناظر) - جمال قاسم: (الجرافيكس)و (تصميم المقدمة والنهاية) - مصطفى الطوخي: (تصميم وتنفيذ المعارك) |

## وصلات خارجية
- السيرة الهلالية جـ1׃ تتر البداية .. علي الحجار - عمار الشريعي على يوتيوب
- السيرة الهلالية جـ1׃ تتر النهاية .. علي الحجار - عمار الشريعي على يوتيوب
- السيرة الهلالية الجزء الثالث - تتر البداية على يوتيوب
- السيرة الهلالية الجزء الثالث - تتر النهاية على يوتيوب